# ایرج جمشیدی
رحمت‌الله جمشیدی لاریجانی (۱۳۲۸ – ۵ بهمن ۱۴۰۲) معروف به ایرج جمشیدی روزنامه‌نگار و مدیرمسئول پیشین روزنامه اقتصادی آسیا ایرانی بود. اسماعیل جمشیدی، نویسنده و روزنامه‌نگار نیز برادر ایرج جمشیدی بود.

## کار روزنامه‌نگاری
جمشیدی پیش از انقلاب در مجله‌های جوان، زن روز، و تهران مصور و همچنین رادیو تهران و تلویزیون ملی ایران سابقه فعالیت روزنامه‌نگاری داشت.
جمشیدی ابتدا دبیر سرویس اقتصادی روزنامه ابرار بود و ابرار اقتصادی را به‌طور مجزا از این روزنامه منتشر کرد که به پرفروش‌ترین روزنامه اقتصادی ایران تبدیل شد. ساقی باقرنیا صاحب امتیاز و مدیرمسئول روزنامه آسیا همسر ایرج جمشیدی است.
از جمله برنامه‌های ایرج جمشیدی می‌توان به «صد سال پیش با سید حسن امین» و «برند و برندینگ با امیر زبده» اشاره کرد. وی همچنین در وبگاه روزنامه آسیا با همکاری محمد رسولی به تهیه برنامه‌های متعددی از جمله «نگاهی نو به شاهنامه» در جهت گسترش شاهنامه‌خوانی و شاهنامه‌شناسی پرداخت.

## گروگانگیری رضا پهلوی
جمشیدی یکی از دوازده عضو یک گروه مطالعات مارکسیستی تشکیل شده از شعرا، نویسندگان، و فیلمسازان بود که به اتهام تلاش برای گروگان‌گیری رضا پهلوی، ولیعهد ایران در مهر ۱۳۵۲ از سوی ساواک دستگیر شدند. می‌توان گفت این افراد همگی دلبستگی قوی‌ای نسبت به مبارزه مسلحانه و چریک‌های فدایی داشتند. در بهار ۱۹۵۲ کرامت‌الله دانشیان، شاعر چپ‌گرا یک حلقهٔ بحث سیاسی در شیراز با دوستانش، یوسف علیاری، و امیرحسین فطانت تشکیل داده بود که با انتقال طیفور بطحایی به شیراز این حلقه علاقمند به انجام نوعی عملیات سیاسی رادیکال شد.
در شیراز، بطحایی شکوه میرزادگی را دید و او را به دانشیان معرفی کرد. تا تابستان ۱۳۵۲ به فرهنگ گفته شد دانشیان دارد به یک عملیات گروگان‌گیری فکر می‌کند که در واقع ایده رضا علامه‌زاده و عباس سماکار بود. سماکار از بطحایی برای انجام این کار درخواست اسلحه کرد. فکر گروگان‌گیری ملکه یا ولیعهد با یک اسلحه نشان‌دهنده میزان جدی بودن این عملیات بود. بطحایی در جستجوی اسلحه به دانشیان روی آورد و او نیز به دوستش فطانت مراجعه کرد. قرار شد ایرج جمشیدی که دوست شکوه فرهنگ بود اسلحه را از فطانت تحویل بگیرد. در روز موعود، جمشیدی در لحظه آخر نرسید و بر سرِ قرار حاضر نشد. ساواک نه تنها از مبادله اسلحه مطلع بود بلکه فطانت دوست مورد اعتماد دانشیان از زمان زندان بود و در ظاهر خود را چریک فدایی وانمود می‌کرد اما خبرچین ساواک بود، ترتیب تحویل اسلحه را داده بود.
وقتی دانشیان برای تهیه اسلحه به فطانت روی آورد، او به رابط خود در ساواک شیراز این موضوع را اطلاع داد. ساواک شروع به نقشه کشیدن برای داستانی شد که قرار بود قدرت رخنه‌ناپذیر آن در دفاع از سلطنت را به تصویر بکشد. ساواک از طریق فطانت از حلقه مدرسه فیلم و حلقه دانشیان مطلع بود. وقتی جمشیدی از تحویل گرفتن اسلحه سر باز زد ساواک نگران شد که مبادا پوشش فطانت لو رفته باشد و اقدام به دستگیری همه قربانیان کرد. ساواک در حالی این افراد را خرابکاران خطرناکی معرفی کرد که آنها جان ملکه و ولیعهد را تهدید کرده بودند. اما هیچ‌یک از این افراد اسلحه‌ای نداشتند.
بعدها آشکار شد بازداشت‌شدگان به گروه واحد منسجمی تعلق نداشتند. حتی برخی از آنان شخصاً با یکدیگر آشنایی نداشتند. به نظر می‌رسید توطئه‌ای که آنها به آن متهم شدند و بازداشت‌های آنان از سوی ساواک صحنه‌سازی و مدیریت شده بود تا ناتوانی این سازمان در دستگیری رهبری فداییان خلق، که فعالیت‌های خرابکارانه آنان در اوایل دهه ۱۳۵۰ تهدید عمده‌ای علیه حکومت پنداشته می‌شد را پنهان کند. محاکمه این افراد در یک دادگاه نظامی در اواخر سال ۱۳۵۲ برگزار شد که از تلویزیون ملی اجازهٔ پخش داشت. ساواک تلاش کرد از محاکمه‌ها برای نشان دادن موفقیت خود علیه جنبش چریکی استفاده کند و پیش‌تر از شکنجه برای آماده کردن متهمان به اعتراف به جرایم خود و طلب بخشش استفاده کرده بود. تعدادی از اعضای گروه به اتهامات خود که شواهد اندکی برایشان ارائه شده بود اعتراف کرده و طلب بخشش کردند. از جمله ایرج جمشیدی که ابراز پشیمانی کرده بود ابتدا به اعدام و سپس به ۱۰ سال زندان محکوم شد. از آن گروه خسرو گلسرخی و کرامت‌الله دانشیان اعدام شدند.

## بازداشت‌ها
او در ۱۵ تیر ۱۳۸۲ به اتهام چاپ عکس مریم رجوی در روزنامه اقتصادی آسیا بازداشت و این روزنامه توقیف شد. جمشیدی با وثیقه ۶۵۰ میلیون تومانی که او آن را سنگین‌ترین وثیقه در تاریخ مطبوعات خواند آزاد شد. سپس به ۱۳ ماه زندان و یک سال محرومیت از فعالیت روزنامه‌نگاری محکوم شد. پس از آن، فرزند او، نوید جمشیدی نیز بازداشت و پس از بازجویی آزاد شد. روزنامه آسیا پس از ۱۶ ماه دوباره در پاییز ۱۳۸۳ انتشار خود را از سر گرفت تا این که در سال ۱۳۸۴ به دلیل انتشار عکس و خبری دربارهٔ خالق مجله خیاطی بوردا برای چهارمین بار توقیف شد. دلیل آن، چاپ تصاویری بود که از نظر هیئت نظارت نامناسب بیان شد.
در سال ۲۰۰۶ انجمن جامعه آزاد ایتالیا جایزه آزادی خود را به خاطر مبارزه در راه آزادی به جمشیدی تقدیم کرد.
او یک بار دیگر هم در سال ۱۳۹۷ پس از خروج از خانه بازداشت شد.

## درگذشت
او در بامداد ۵ بهمن ۱۴۰۲ پس از گذراندن دوره‌ای بیماری، در بیمارستانی در تهران درگذشت.